# Toccoa
Toccoa é uma cidade localizada no estado americano de Geórgia, no Condado de Stephens.

## Demografia
Segundo o censo americano de 2000, a sua população era de 9323 habitantes.
Em 2006, foi estimada uma população de 9069, um decréscimo de 254 (-2.7%).

## Geografia
De acordo com o United States Census Bureau tem uma área de
21,6 km², dos quais 21,5 km² cobertos por terra e 0,1 km² cobertos por água. Toccoa localiza-se a aproximadamente 268 m acima do nível do mar.

## Localidades na vizinhança
O diagrama seguinte representa as localidades num raio de 24 km ao redor de Toccoa.